# Daniel Mansilla
Daniel Nicolás Mansilla Dorador (Copiapó, Chile, 6 de diciembre de 1994) es un futbolista chileno. Se desempeña como Líbero y actualmente milita en Penya Encarnada de la Primera División de Andorra.

## Trayectoria

### Deportes Copiapó
Teniendo 19 años, el sábado 17 de mayo del 2014 hizo su debut como futbolista profesional en la Copa Chile MTS 2014-15 enfrentándose a Cobresal en el Estadio Luis Valenzuela Hermosilla, ingresando al campo en el minuto 68 del partido, con el dorsal 18, en el triunfo por 3-0.
El domingo 24 de agosto del 2014 hizo su debut en Primera B de Chile temporada 2014-15 frente a Coquimbo Unido ingresando como suplente al minuto 62, en donde el partido igualó 1-1.

## Estadísticas
| Club                     | Div.          | Temporada     | Liga  | Liga  | Copas nacionales | Copas nacionales | Torneos internacionales | Torneos internacionales | Total | Total |
| Club                     | Div.          | Temporada     | Part. | Goles | Part.            | Goles            | Part.                   | Goles                   | Part. | Goles |
| ------------------------ | ------------- | ------------- | ----- | ----- | ---------------- | ---------------- | ----------------------- | ----------------------- | ----- | ----- |
| Deportes Copiapó · Chile | 2.ª           | 2014-15       | 16    | 1     | 6                | 0                | —                       | —                       | 22    | 1     |
| Deportes Copiapó · Chile | 2.ª           | 2015-16       | 12    | 0     | 7                | 1                | —                       | —                       | 19    | 1     |
| Deportes Copiapó · Chile | 2.ª           | 2016-14       | 12    | 0     | 2                | 0                | —                       | —                       | 14    | 0     |
| → Deportes Naval · Chile | 3.ª           | 2017          | 14    | 1     | —                | —                | —                       | —                       | 14    | 1     |
| → Deportes Naval · Chile | Total club    | Total club    | 14    | 1     | 0                | 0                | 0                       | 0                       | 14    | 1     |
| Deportes Copiapó · Chile | 2.ª           | 2018          | 2     | 0     | 6                | 0                | —                       | —                       | 8     | 0     |
| Deportes Copiapó · Chile | 2.ª           | 2019          | 0     | 0     | 1                | 0                | —                       | —                       | 1     | 0     |
| Deportes Copiapó · Chile | 2.ª           | 2020          | 10    | 1     | 0                | 0                | —                       | —                       | 10    | 1     |
| Deportes Copiapó · Chile | 2.ª           | 2021          | 9     | 0     | 1                | 0                | —                       | —                       | 10    | 0     |
| Deportes Copiapó · Chile | 2.ª           | 2022          | 0     | 0     | —                | —                | —                       | —                       | 0     | 0     |
| Deportes Copiapó · Chile | Total club    | Total club    | 61    | 2     | 23               | 1                | 0                       | 0                       | 84    | 3     |
| Total carrera            | Total carrera | Total carrera | 75    | 3     | 23               | 1                | 0                       | 0                       | 98    | 6     |
| 1. 2.                    |               |               |       |       |                  |                  |                         |                         |       |       |